# Kisii
Kisii – miasto w Kenii, stolica hrabstwa Kisii. W 2019 liczyło 112,4 tys. mieszkańców.